# Euroherc-byggnaden
Euroherc-byggnaden (kroatiska: Zgrada Euroherca) eller Euroherc försäkringars byggnad (Zgrada Euroherc osiguranja) är en byggnad i Rijeka i Kroatien. Byggnaden är en hybrid bestående av det äldre Muchovich-Rinaldi-palatset ursprungligen uppfört år 1890 samt en senare tillkommen tillbyggnad i vit marmor och reflekterande glas. Med sitt strategiska läge bredvid Administrationsbyggnaden vid hamnen i centrala Rijeka och arkitektoniska utförande med en äldre och nyare del som sammanförts till en enhet utgör byggnaden en av Rijekas landmärken. Byggnaden är uppkallad efter dess ägare och brukare, försäkringsbolaget Euroherc.  

## Historik och arkitektur
År 1890 uppfördes Muchovich-Rinaldi-palatset enligt ritningar av arkitekten Giovanni Randich. Palatsets fasad bär stildrag från nyrenässansen och nybarocken och har element karaktäristiska för den höga historicismen. Fasaden är bland annat dekorerad med vertikala pilastrar och utarbetade karmöverstycken.  
Under 1900-talets andra hälft införlivades palatset i en ny struktur enligt ritningar av arkitekten Vladimir Grubešić. En postmodernistisk tillbyggnad uppfördes bredvid palatset där det tidigare stått äldre rivna hus. Fasaden i vit marmor och glas på tillbyggnaden är uppdelad i mindre sektioner för att mildra den historiska oenigheten mellan den äldre och nyare delen. Med sitt postmodernistiska tillvägagångssätt lyckades Grubešić inte bara förena men också att bevara stora delar av arkitekturen från slutet av 1800-talet.  